# Gian Carlo Menotti

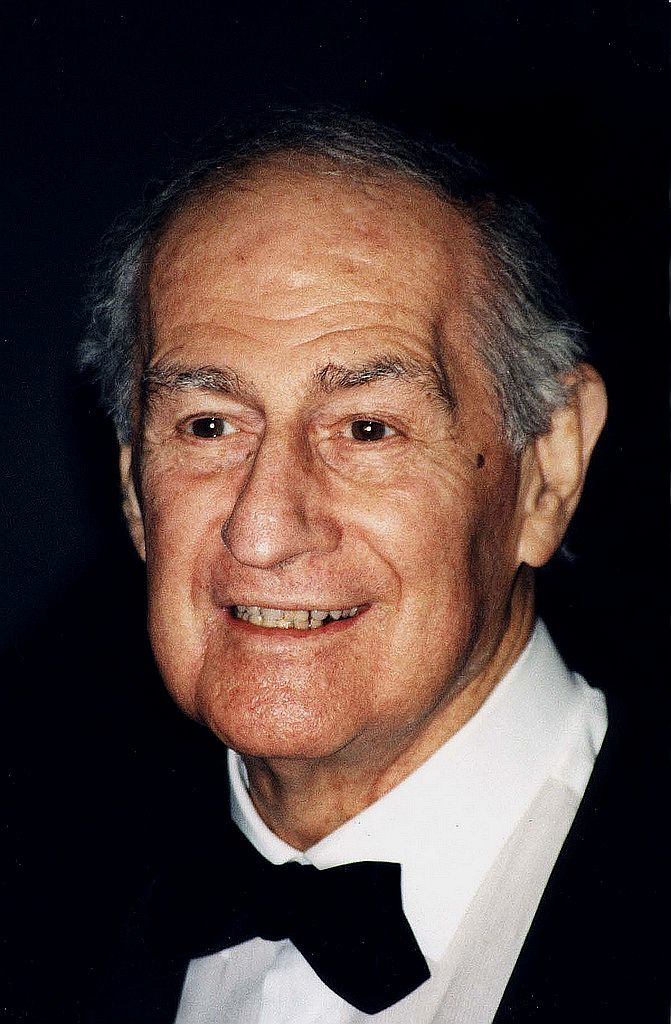
Gian Carlo Menotti (2000)

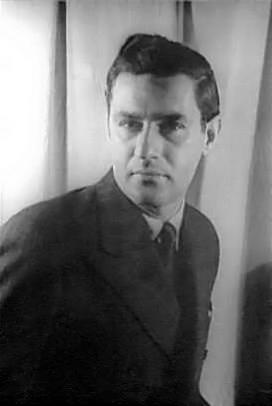
Gian Carlo Menotti (1944), fotografiert von Carl Van Vechten

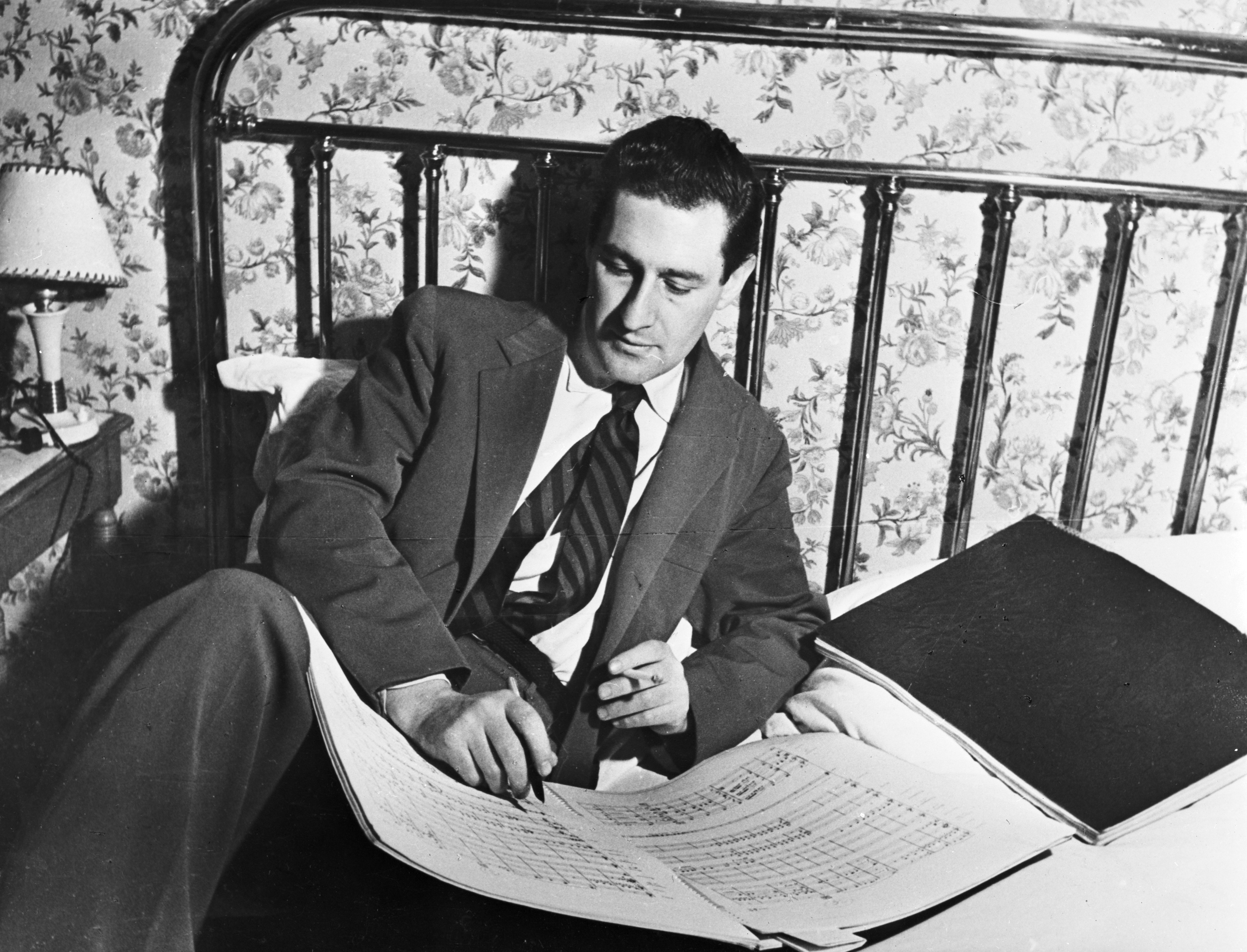
Menotti in Paris

Gian Carlo Menotti (* 7. Juli 1911 in Cadegliano-Viconago, Lombardei; † 1. Februar 2007 in Monte-Carlo) war ein italoamerikanischer Komponist, vorrangig von Opern. Er inszenierte auch Verfilmungen eigener Werke (The Medium, 1951; Goya, 1986) und war als Opernregisseur tätig.

## Leben
Menotti wurde in Cadegliano bei Ponte Tresa am Luganersee als Sohn eines wohlhabenden Importkaufmanns geboren und entwickelte bereits früh eine Begeisterung für Opern. Eines seiner ersten Werke schrieb er als Elfjähriger für eine Puppenbühne. Mit 13 Jahren wurde er am Conservatorio Giuseppe Verdi in Mailand aufgenommen. 1928 setzte er sein Studium in den USA am Curtis Institute of Music in Philadelphia fort, wo er bei Rosario Scalero Komposition studierte. Danach unterrichtete er selbst dort von 1933 bis 1955, darunter sieben Jahre als Leiter des Composition & Theory Department. Dort gehörte unter anderem Lee Hoiby zu seinen Schülern.
Seine erste vollendete Oper Amelia al ballo (Amelia geht zum Ball bzw. Amelia Goes to the Ball), uraufgeführt im Jahre 1937, machte ihn so bekannt, dass sie sogar an der Met in New York gespielt wurde. Daraufhin bekam Menotti von der Fernsehgesellschaft NBC den Auftrag für eine Radiooper, die im Jahre 1939 zum ersten Mal gespielt wurde (The Old Maid and the Thief). Anschließend komponierte er die Oper The Island God, die 1942 in New York aufgeführt wurde.
Seit seinem Werk The Medium (1946, 1951 von ihm selbst als Das Medium verfilmt) ist er einer der am meisten gespielten Komponisten des späteren 20. Jahrhunderts. Weitere Werke aus dieser Zeit sind etwa The Telephone (UA: New York, 1947) und The Consul (UA: Philadelphia, 1950), das heute als das bedeutendste seiner Werke gesehen wird und für das er, noch im Jahr der Uraufführung, den Pulitzer-Preis für Musik erhielt. Für den NBC komponierte er 1951 Amahl and the Night Visitors, das in den Vereinigten Staaten lange Zeit jedes Jahr zu Weihnachten ausgestrahlt wurde. Eine Bühnenfassung des Werkes feierte im folgenden Jahr in Bloomington Premiere. 1955 erhielt er für seine Oper The Saint of Bleecker Street zum zweiten Mal den Pulitzer-Preis für Musik. 
1958 rief er im italienischen Ort Spoleto das „Festival dei due Mondi“ (Festspiele zweier Welten) ins Leben, welches sich durch die Entdeckung längst vergessener Opern und neuerer Werke profilierte, ab 1977 gab es das Festival auch in Charleston (South Carolina, USA), 1986 auch in Melbourne (Australien), das heute als Melbourne International Arts Festival weiterlebt. 1953 wurde Menotti als Ehrenmitglied in die American Academy of Arts and Letters und 1959 in die American Academy of Arts and Sciences gewählt. Menotti übergab die Festivalleitung 2001 seinem Adoptivsohn Francis Menotti und wurde Ehrenpräsident. Francis hatte nicht das Charisma des Vaters. Charleston lehnte ihn als künstlerischen Leiter ab und machte sich selbständig, in Spoleto wurde Francis nach dem Tod Menottis und der Gründung einer Festival-Stiftung im Jahr 2008 von deren Direktorium abgesetzt. Menotti selbst übernahm 1993 für zwei Jahre auch die Leitung des Opernhauses in Rom.
Seine Oper Goya, die den berühmten spanischen Maler Francisco de Goya zum Vorbild hat, entstand extra für den spanischen Tenor Plácido Domingo, von dem er 1977 den Auftrag dafür bekam. Sie wurde 1986 in Washington, D.C. uraufgeführt und für eine Aufführungsserie im Sommer 2004 am Theater an der Wien in Wien den veränderten stimmlichen Möglichkeiten Domingos angepasst.
Menotti war zudem als Opernregisseur tätig. So inszenierte er 1973 an der Pariser Oper La Bohème von Giacomo Puccini oder 1981 an der Wiener Staatsoper La Cenerentola von Gioachino Rossini.
Sein langjähriger Lebensgefährte war der Komponist Samuel Barber. Menotti starb in Monte-Carlo am 1. Februar 2007 im Alter von 95 Jahren.

## Musikalische Ästhetik
Menotti gehört zu den Traditionalisten, setzt auf die Dur-Moll-Tonalität und daraus abgeleitete, periodisch überschaubare Strukturen, die stets eingängig bleiben und von kalkulierter Wirkung sind. In der Tradition Giacomo Puccinis ist seine Melodiebildung kantabel und fließend.
Für die Bühnenwerke nutzt er eine knappe, effektvolle und bühnendramatisch reizvolle Tonsprache, die Einflüsse von Kurt Weill und seines Lebensgefährten Samuel Barber zeigt. Die Verwendung meist gegenwartsbezogener Vorlagen gab diesen musikalischen Mitteln einen zusätzlichen Reiz, so dass seine Werke von frühem Erfolg begleitet waren.

Die Musikkritik jedoch warf ihm verstärkt seit Ende der 1960er Jahre vor, „sensationalist and weak“ (effekthascherisch und schwach) zu sein (Joseph Kerman).

## Werke

### Opern
- Amelia al ballo (1937); deutsch: Amelia geht zum Ball, englisch: Amelia Goes to the Ball
- The Old Maid and the Thief, Funkoper (1939); deutsch: Die alte Jungfer und der Dieb
- The Island God (1942)
- The Medium (1946); deutsch: Das Medium
- The Telephone, or L’amour à trois (1947); deutsch: Das Telefon oder Die Liebe zu dritt
- The Consul (1950); deutsch: Der Konsul
- Amahl and the Night Visitors, Fernsehoper (1951), auch als Bühnenfassung; deutsch: Amahl und die nächtlichen Besucher
- The Saint of Bleecker Street (1954)
- Maria Golovin (1958)
- The Death of the Bishop of Brindisi (1963)
- Labyrinth, Fernsehoper (1963)
- The Last Savage (1963)
- Martin’s Lie (1964)
- Help, Help, the Globolinks! (1968); deutsch: Hilfe, Hilfe, die Globolinks
- The Most Important Man (1971)
- Tamu-Tamu (1973)
- The Egg (1976)
- The Hero (1976)
- The Trial of the Gypsy (1978)
- Chip and his Dog (1979)
- Juana la Loca (1979)
- A Bride from Pluto (1982)
- The Boy Who Grew Too Fast (1982)
- Goya (1986)
- The Wedding (Giorno da Nozze) (1988)
- The Singing Child (1993)

Darüber hinaus verfasste Menotti das Libretto zu Samuel Barbers Oper Vanessa

### Ballett
- Sebastian (1944)

### Orchesterwerke
- Konzert für Klavier und Orchester F-Dur (1945)
- Apocalisse, Symphonische Dichtung (1951)
- Konzert für Violine und Orchester (1952)
- Triple Concerto a Tre für drei konzertierende Gruppen von Soloinstrumenten und Orchester (1968)
- Fantasia for Cello and Orchestra (1975)
- Symphonie Nr. 1 a-Moll The Halcyon (1976)
- Konzert für Kontrabass und Orchester (1983)
- Goya, Suite für Orchester (1987)

### Kammermusik
- Suite for two Violoncellos and Piano (1973)
- Cantilena and Scherzo für Streichquartett und Harfe (1977)
- Trio für Violine, Klarinette und Klavier (1996)